# Bruchmechanik

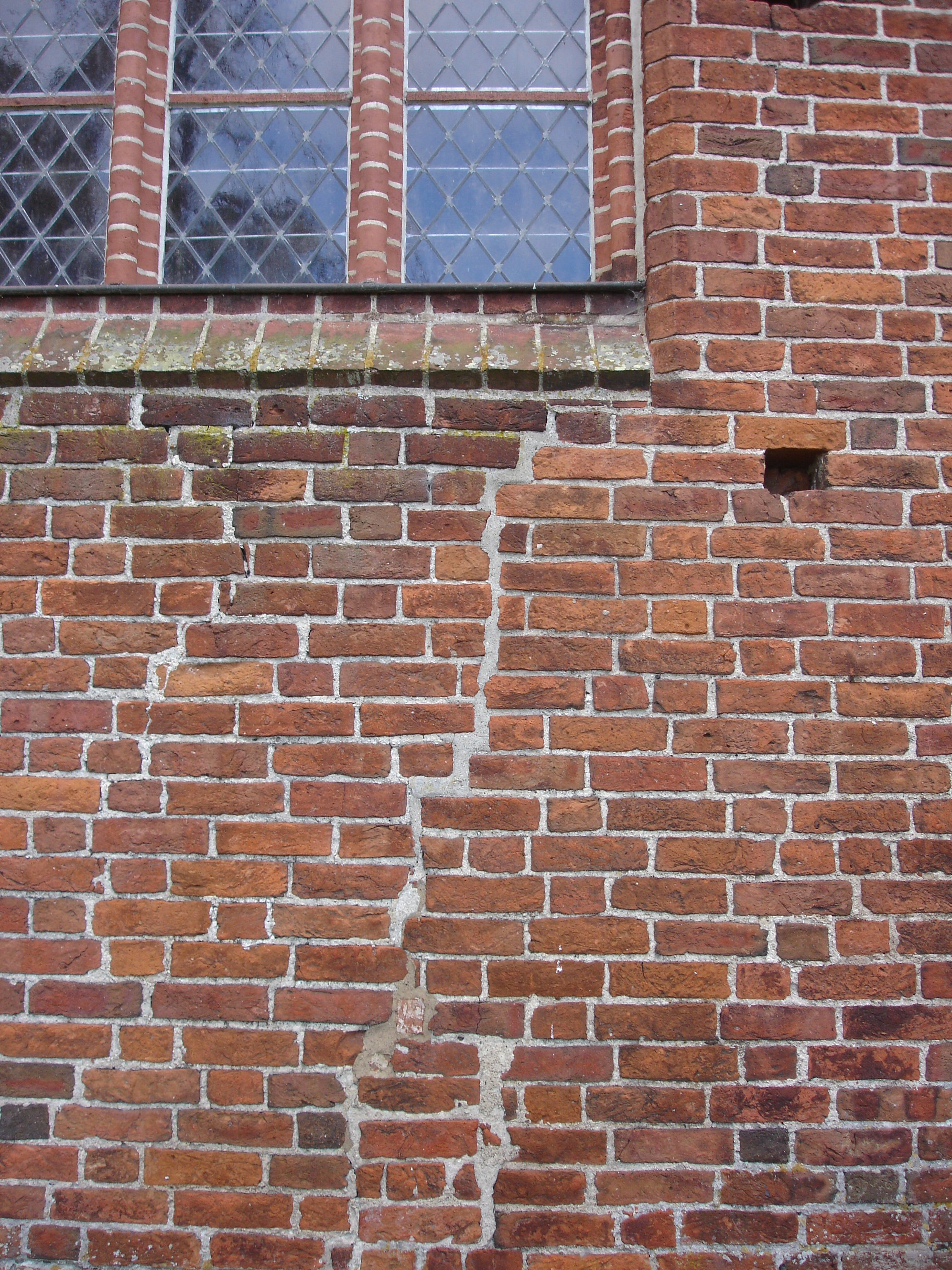
Mauerriss der Dorfkirche Hohenkirchen

Die Bruchmechanik befasst sich mit dem Versagen rissbehafteter Bauteile bzw. der Ausbreitung von Rissen unter statischen und dynamischen Belastungen bis zum Bruch. Sie beinhaltet Elemente der Werkstoffkunde, der Elastostatik und der Plastomechanik.

## Grundlagen

### Riss und Bruch
Allen bruchmechanischen Konzepten ist gemeinsam, dass eine bereits vorhandene Fehlstelle (Riss) im Bauteil unterstellt wird. Diese kann infolge des Herstellprozesses als Lunker, Einschluss, Spannungsriss o. ä. entstanden sein oder erst im Einsatz gebildet werden, z. B. bei zyklischer Beanspruchung. Die Schädigungsmechanik behandelt die Entstehung und Ausbreitung dieser Mikrorisse von bis zu 1 mm Länge. Ausgehend von Annahmen zur Geometrie und Beanspruchung dieser Fehlstelle, werden über ein Zähigkeitsmaß Bedingungen formuliert, unter denen es zu einem unzulässigen Risswachstum bis hin zum Bruch (durch das Übersteigen der Bruchfestigkeit) kommt. Die Aussagesicherheit der klassischen Festigkeitsrechnung soll somit erhöht werden. Die Risszähigkeit eines Materials ist ein Maß für die Leichtigkeit, mit der sich Risse in diesem Material bilden und vergrößern.

### Systematik der Brüche
- Ermüdungsbruch (auch Dauerbruch)

Makroskopische Betrachtung

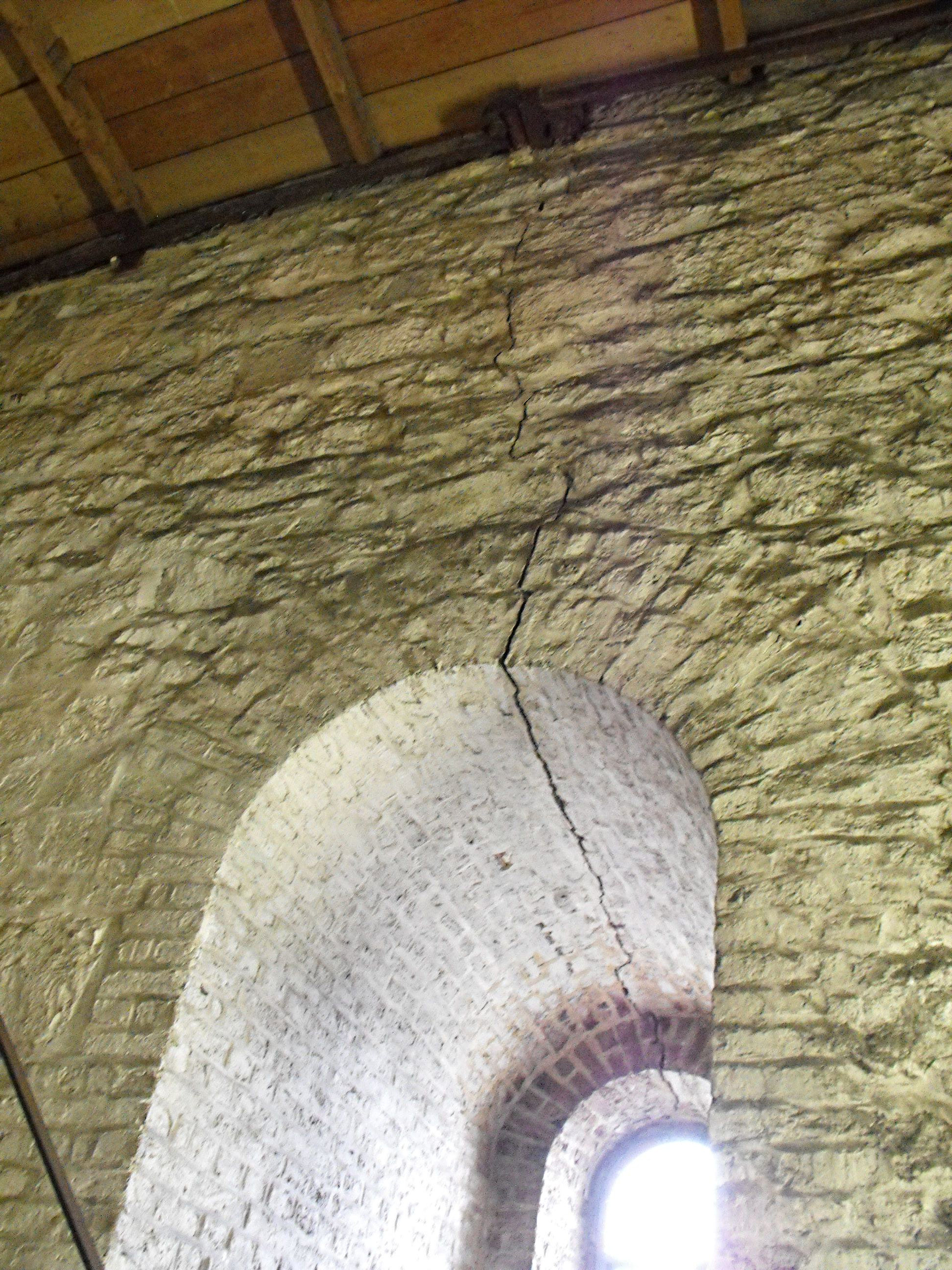
Mauerriss durch Setzung

- Sprödbruch (auch Trennbruch): verformungsarmes Versagen vor dem Erreichen der Fließgrenze
- Verformungsbruch (auch duktiler Bruch) tritt ein nach größerer Verformung und Erreichen der Fließgrenze.

Mikroskopische Betrachtung
- Ein Gleitbruch erfolgt unter plastischer Verformung und in der Regel unter Schubspannungen nach anfänglicher Hohlraumbildung und dem Zusammenwachsen der Hohlräume.
- Ein Spaltbruch erfolgt mit oder ohne plastische Verformung quer zur Hauptnormalspannung (bei Metallen entlang von Kristallebenen geringer Packungsdichte und meist transkristallin).

### Konzepte der Bruchmechanik
Folgende Bruchmechanikkonzepte sind bekannt:
- Linear-elastische Bruchmechanik (LEBM, besonders für spröde Werkstoffe geeignet)
  - K-Konzept
- Fließbruchmechanik (FBM, besonders für duktile Werkstoffe geeignet)
  - CTOD-Konzept
  - J-Integral-Konzept

## Geschichte
Der britische Ingenieur Alan Arnold Griffith untersuchte den Einfluss von oberflächlichen Kratzern auf die Stabilität und entwickelte eine Theorie des Bruchs, insbesondere ein Bruchkriterium des Sprödbruchs.
In den 1930er und 40er Jahren kam es zu einer Häufung von katastrophalen Schäden durch Sprödbruch an großen geschweißten Stahlkonstruktionen, wie Schiffen und Brücken. Aus der Untersuchung dieser Schäden entwickelte sich eine eigenständige Fachrichtung, deren Gegenstand das Verhalten rissbehafteter Körper ist.
Die Bruchmechanik erlebte insbesondere im Zusammenhang mit der Auslegung kerntechnischer Komponenten in den 1970er Jahren eine rasche Weiterentwicklung.
Heutige Modelle lassen etwa auch den Untergang der Titanic als Bruchversagen eines falsch legierten Stahls rekonstruieren.
Mit der Software AFGROW, deren Vorgängerversionen ab Anfang der 1980er Jahre programmiert wurden, steht ein Werkzeug für Berechnungen von Bruchmechanik und Rissfortschritt im Rahmen von Stabilitätsuntersuchungen metallischer Werkstoffe zur Verfügung.